# Риндуніка
Риндуніка (рум. Rândunica) — село у повіті Тулча в Румунії. Входить до складу комуни Міхаїл-Когелнічану.
Село розташоване на відстані 218 км на схід від Бухареста, 20 км на південь від Тулчі, 92 км на північ від Констанци, 73 км на південний схід від Галаца.

## Населення
За даними перепису населення 2002 року у селі проживали 733 особи, усі — румуни. Усі жителі села рідною мовою назвали румунську.